# جبل تيان آن من
جبل تيان آن من (الصينية: 天門山 ؛ بينيين: Tiānmén Shān) هو جبل يقع داخل حديقة جبل تيان آن من الوطنية في مدينة زانغجياجي، في الجزء الشمالي الغربي من مقاطعة خونان، الصين.
في عام 2005 تم تشييد عربات سلكية من قبل شركة بوما الفرنسية وربطها من محطة زانغجياجي المجاورة إلى أعلى الجبل والتي بحسب منشورات سياحية تعد «أطول قطار جبلي للركاب في الجبال العالية في العالم» مع 98 عربة بطول إجمالي يبلغ 7455م (24,459 قدم) وارتفاع 1,279 م (4,196 قدم) بأعلى معدل للتدرج بلغ 37 درجة. ويمكن للسياح المشي على بعد كيلومترات من المسارات المبنية على وجه الجرف في أعلى الجبل، بما في ذلك المقاطع ذات الأرضيات الزجاجية. ويصل طريق بطول 11 كم (7 ميل) مع 99 انحناء إلى قمة الجبل ويأخذ الزائرين إلى كهف تيان آن من، وهو حفرة طبيعية في الجبل يبلغ ارتفاعها 131.5 م (431.4 قدم).
يوجد كذلك معبد كبير في القمة مع إمكانية الوصول إليه بواسطة مصعد هوائي أو ممر للمشاة. تم بناء المعبد الأصلي في عهد سلالة تانغ الحاكمة. وحاليا، تم بناء الموقع على طراز سلالة تانغ المعماري، ويضم مطعمًا نباتيًا على مساحة 10000 كيلومترا مربعا.
في 25 سبتمبر 2011، انطلق المغامر جيب كورليس عبر ممر عريض بطول 30 مترًا (100 قدمًا) في الجبل باستخدام بذلة طيران. بدأت الرحلة من طائرة هليكوبتر على ارتفاع 1829 م (6000 قدم)، وانتهت بهبوط سليم على جسر قريب. كما عقدت بطولة العالم لبذلة الطيران لبطولة العالمية الأولى والثانية لبذلة الطيران في تيانانمن.
في 8 أكتوبر 2013، خلال قفزة تدريبية لبطولة العالم الثانية، سقط فيكتور كوفاتس ميتا عندما لم يتمكن من فتح المظلة.
في أغسطس 2016، افتتحت لعموم المواطنين والسياح الممشى الفضائي الزجاجي الأعلى في العالم مطل على شارع تونغسيان، يسمى "Coiling Dragon Cliff".
في فبراير 2018، قفزت سيارة سباق رينج روفر التي يقودها هو بين تونغ بزاوية 45 درجة من 999 درجة إلى بوابة السماء باستخدام مزيج من الطاقة الكهربائية والبطارية.

## معرض الصور

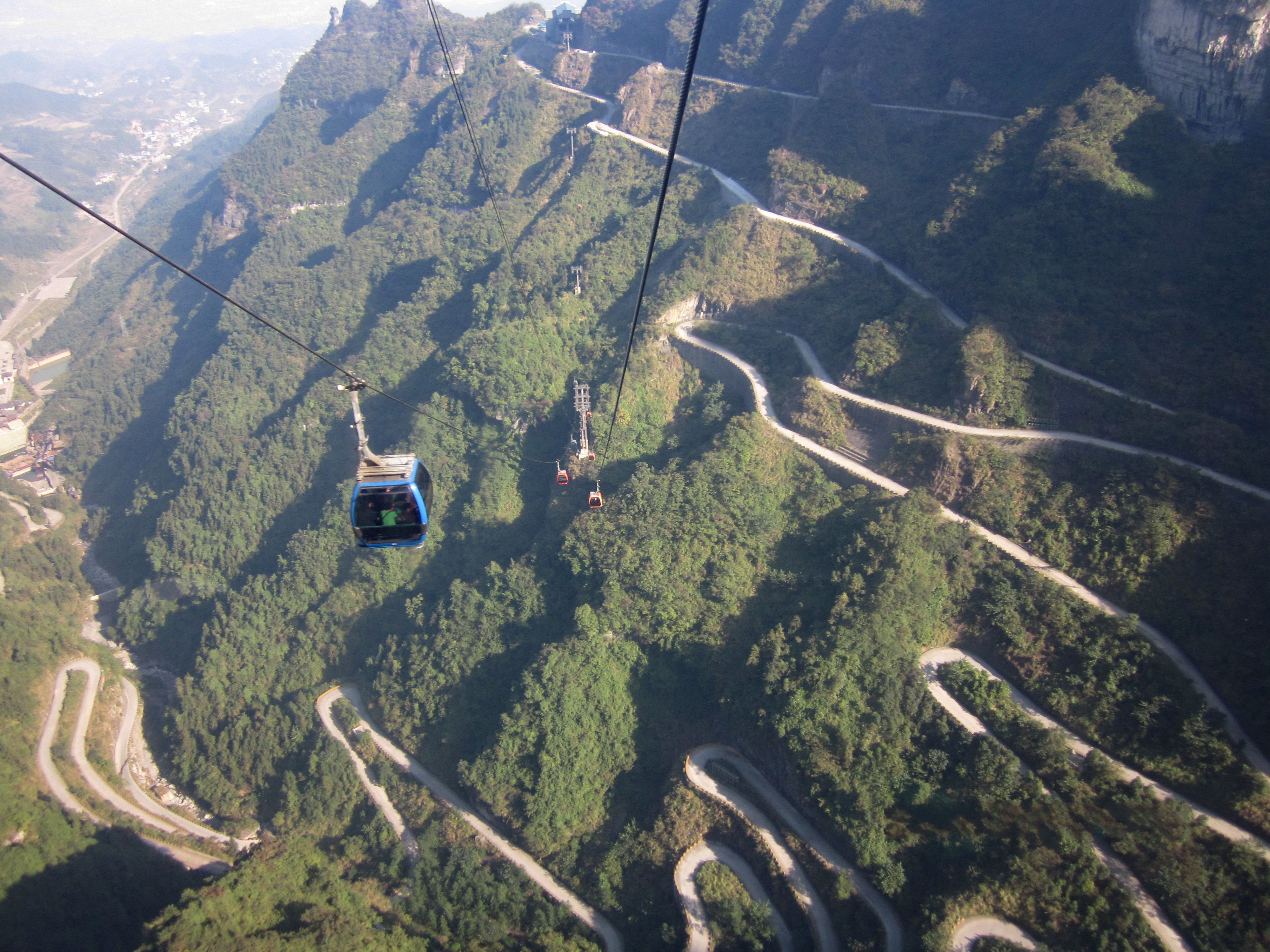
منظر من الأعلى.
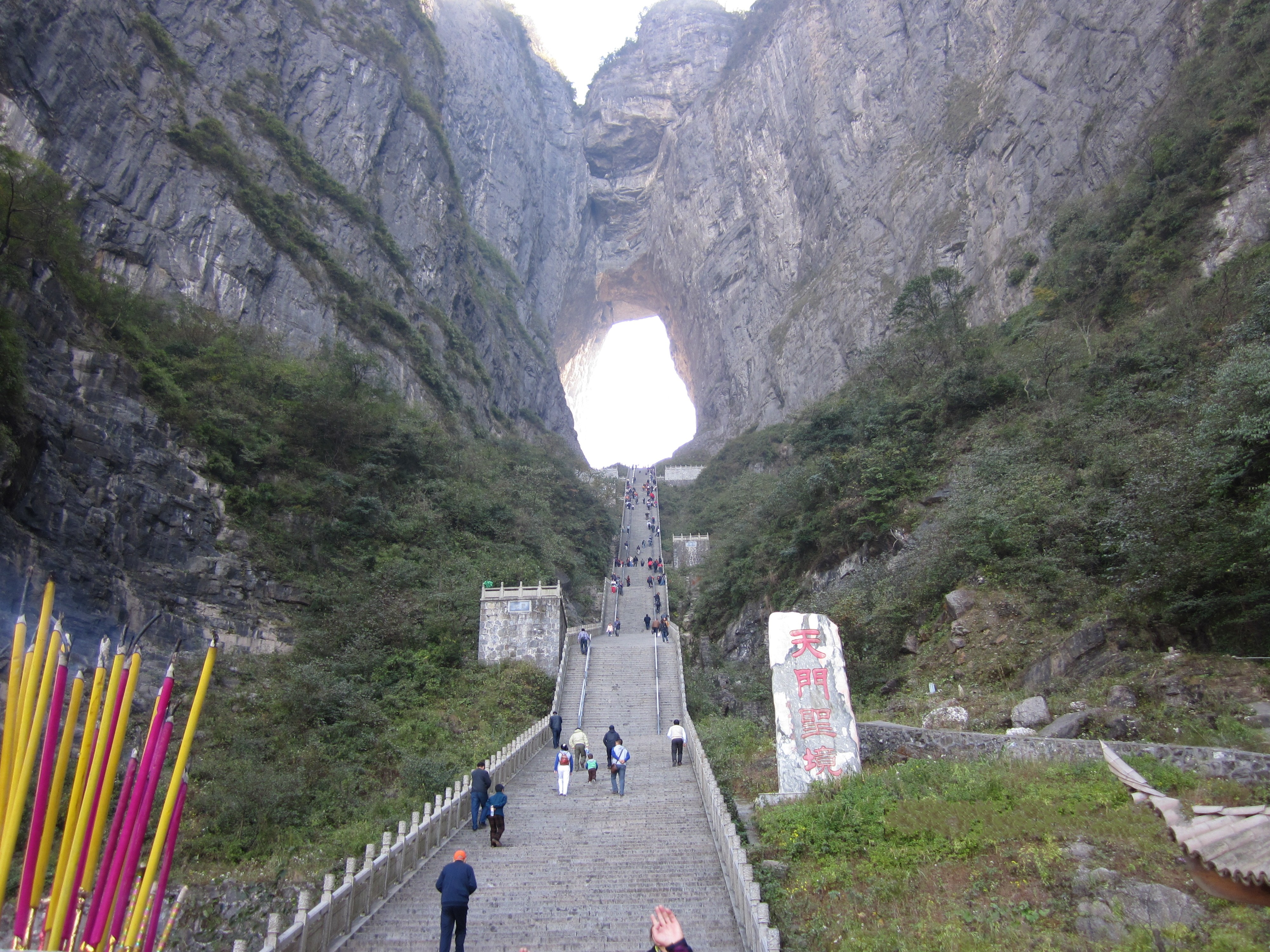
القوس والدرج المؤدي إليه.
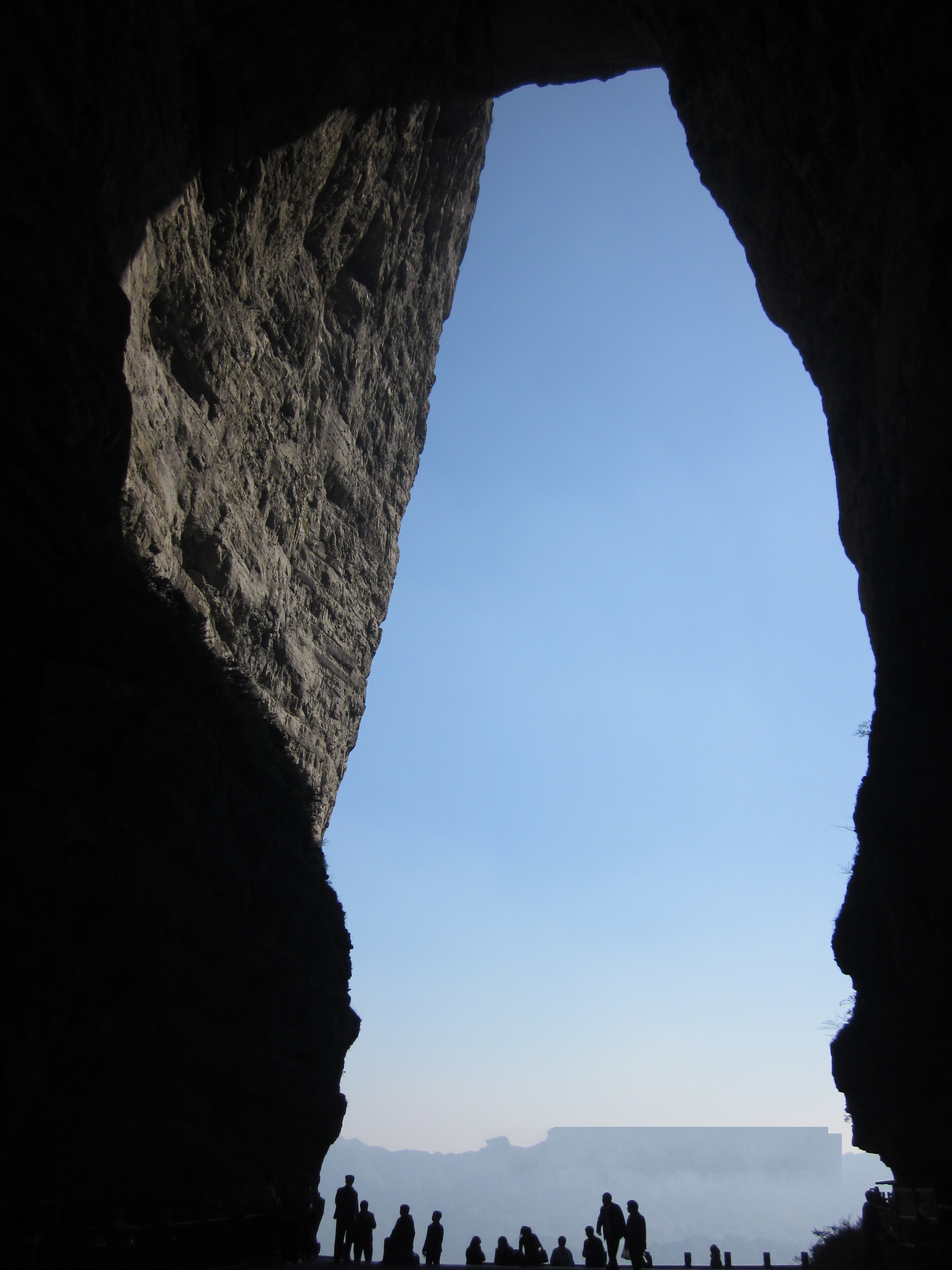
عرض تحت القوس.
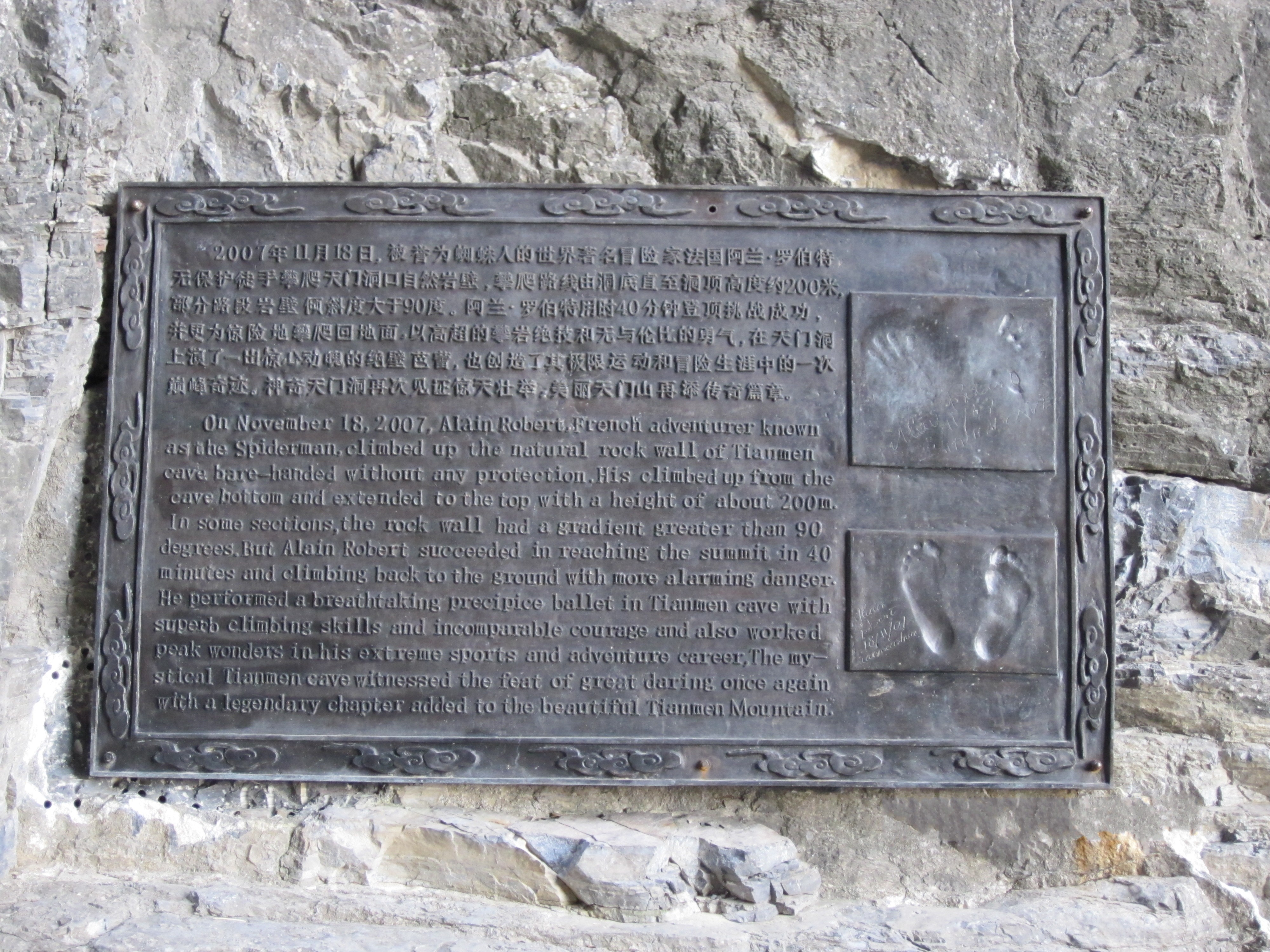
لوحة تذكارية لتسلق ألان روبرت في عام 2007.
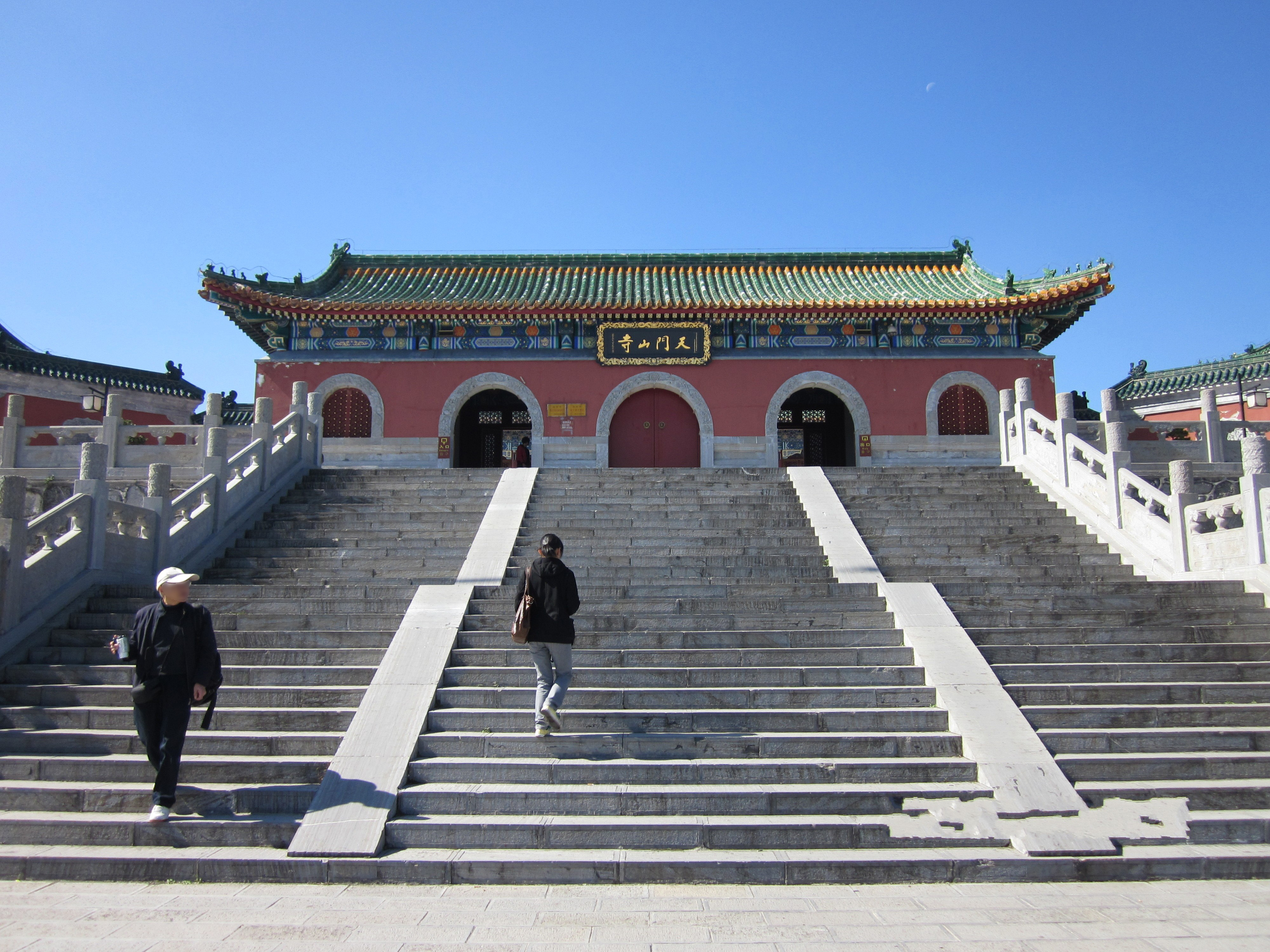
معبد تيان منشان
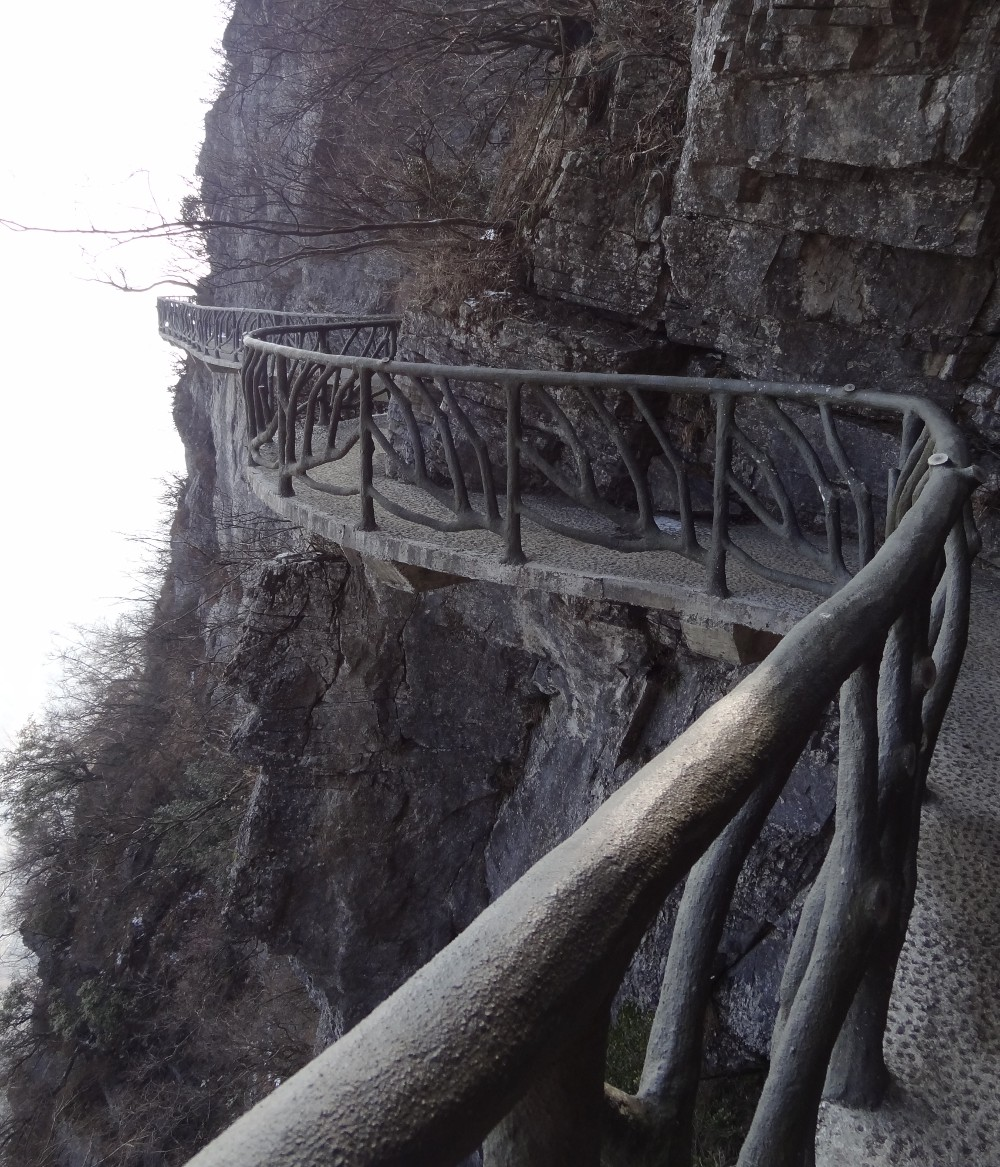
مسار الجرف الذي يطوق قمة الجبل.